# Lourdoueix-Saint-Michel
Lourdoueix-Saint-Michel ist eine französische Gemeinde mit 303 Einwohnern (Stand: 1. Januar 2022) im Département Indre in der Region Centre-Val de Loire; sie gehört zum Arrondissement La Châtre und zum Kanton Neuvy-Saint-Sépulchre. Die Einwohner werden Lourdoueisiens genannt.

## Geographie
Die Gemeinde Lourdoueix-Saint-Michel liegt an der Grenze zum Département Creuse, etwa 43 Kilometer südlich von Châteauroux. Nachbargemeinden von Lourdoueix-Saint-Michel sind Orsennes im Nordwesten und Norden, Méasnes im Osten, Nouzerolles im Südosten und Süden, Fresselines im Süden und Westen sowie Saint-Plantaire im Westen und Nordwesten.

## Bevölkerungsentwicklung
| Jahr                       | 1962 | 1968 | 1975 | 1982 | 1990 | 1999 | 2006 | 2013 | 2020 |
| Einwohner                  | 810  | 756  | 652  | 567  | 503  | 426  | 391  | 332  | 299  |
| Quellen: Cassini und INSEE |      |      |      |      |      |      |      |      |      |

## Sehenswürdigkeiten
- Dolmen Le Bois Plantaire
- Kirche Saint-Michel aus dem 12./13. Jahrhundert
- Schloss Grammont aus dem 19. Jahrhundert
- Schloss Le Plaix-Joliet
- Statue des Heiligen Michael aus dem 19. Jahrhundert

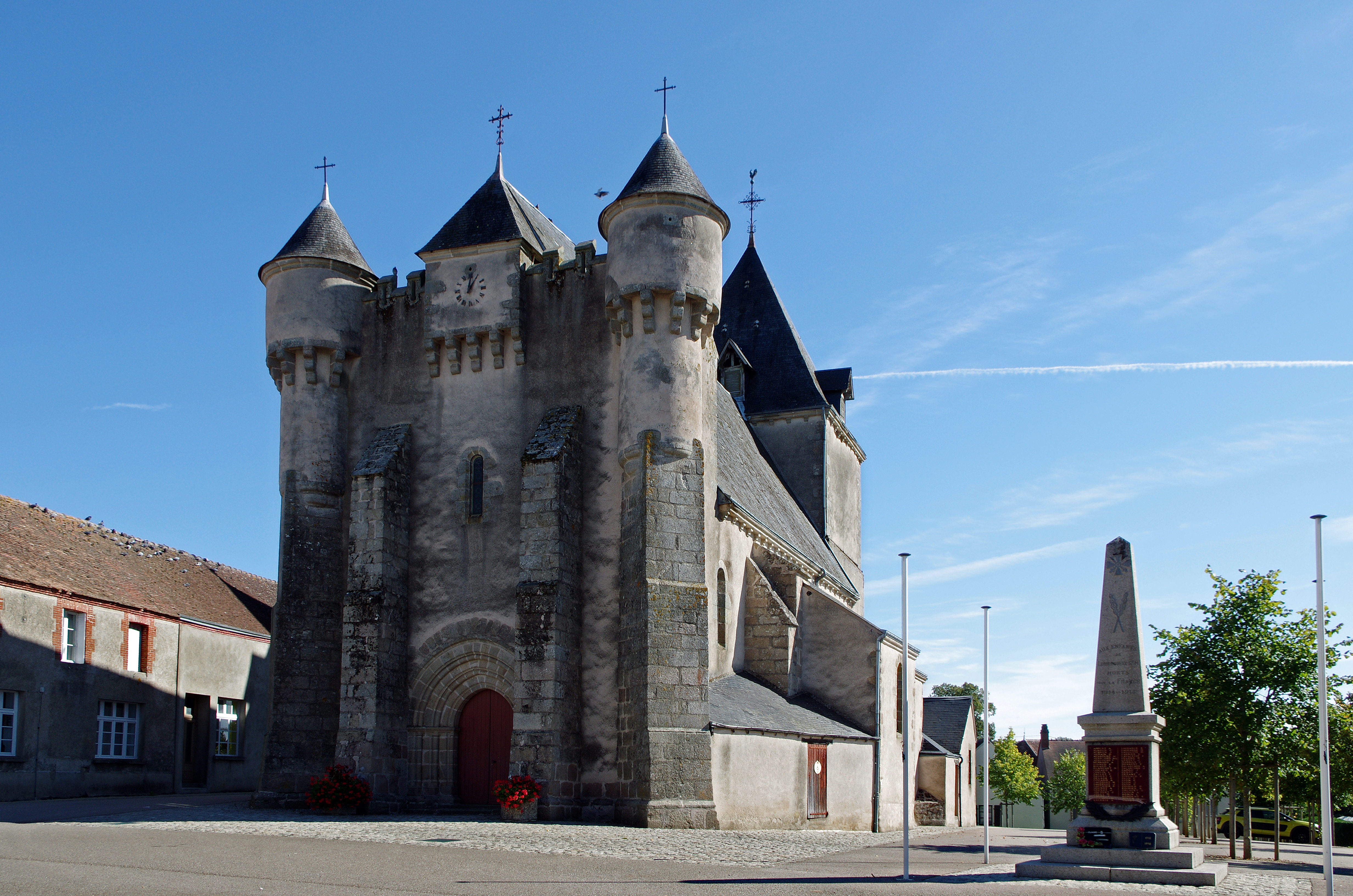
Kirche Saint-Michel
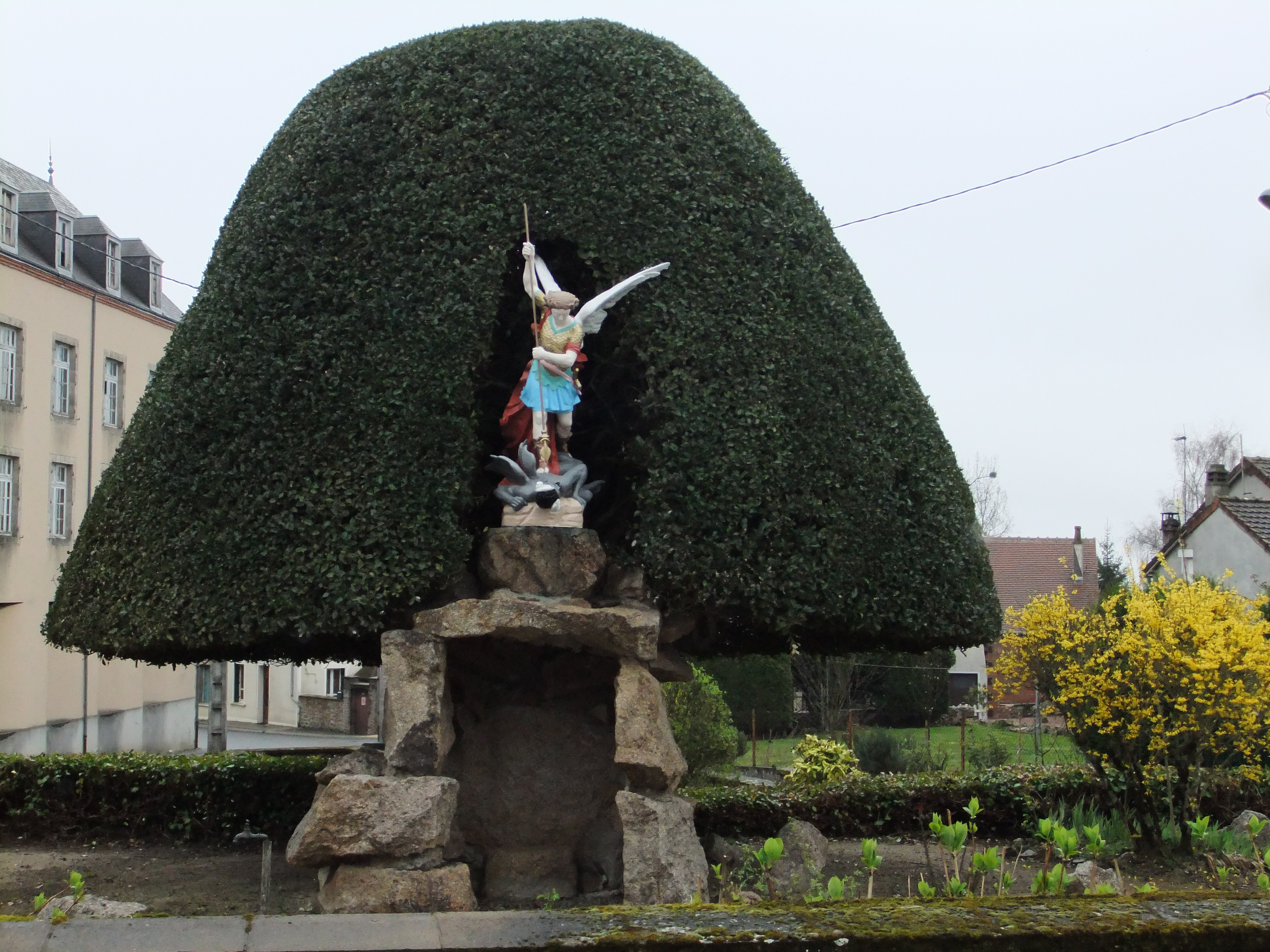
St.-Michael-Statur